# Ouya
Ouya (МФА: /ˈuːˌjə/, стилизованное написание — OUYA) — игровая приставка («микроконсоль»), выпущенная компанией Ouya Inc. (ранее Boxer8, Inc.) в 2013 году. Ouya была задумана как доступная и открытая альтернатива дорогостоящим приставкам, в качестве операционной системы использовалась Android. Разработка консоли финансировалась посредством краудфандинга через сайт Kickstarter: запущенная разработчиками кампания собрала свыше 8 миллионов долларов США и стала одной из самых успешных в истории этого сайта. Тем не менее, Ouya провалилась в продажах: консоль страдала от проблем как с аппаратным, так и с программным обеспечением, но важнейшей из причин провала стал недостаток интересных для потребителя игр. В 2015 году разорившуюся компанию Ouya Inc. приобрела компания Razer, которая прекратила производство новых консолей, но осуществляла поддержку онлайн-сервисов для уже проданных устройств до 2019 года.

## История

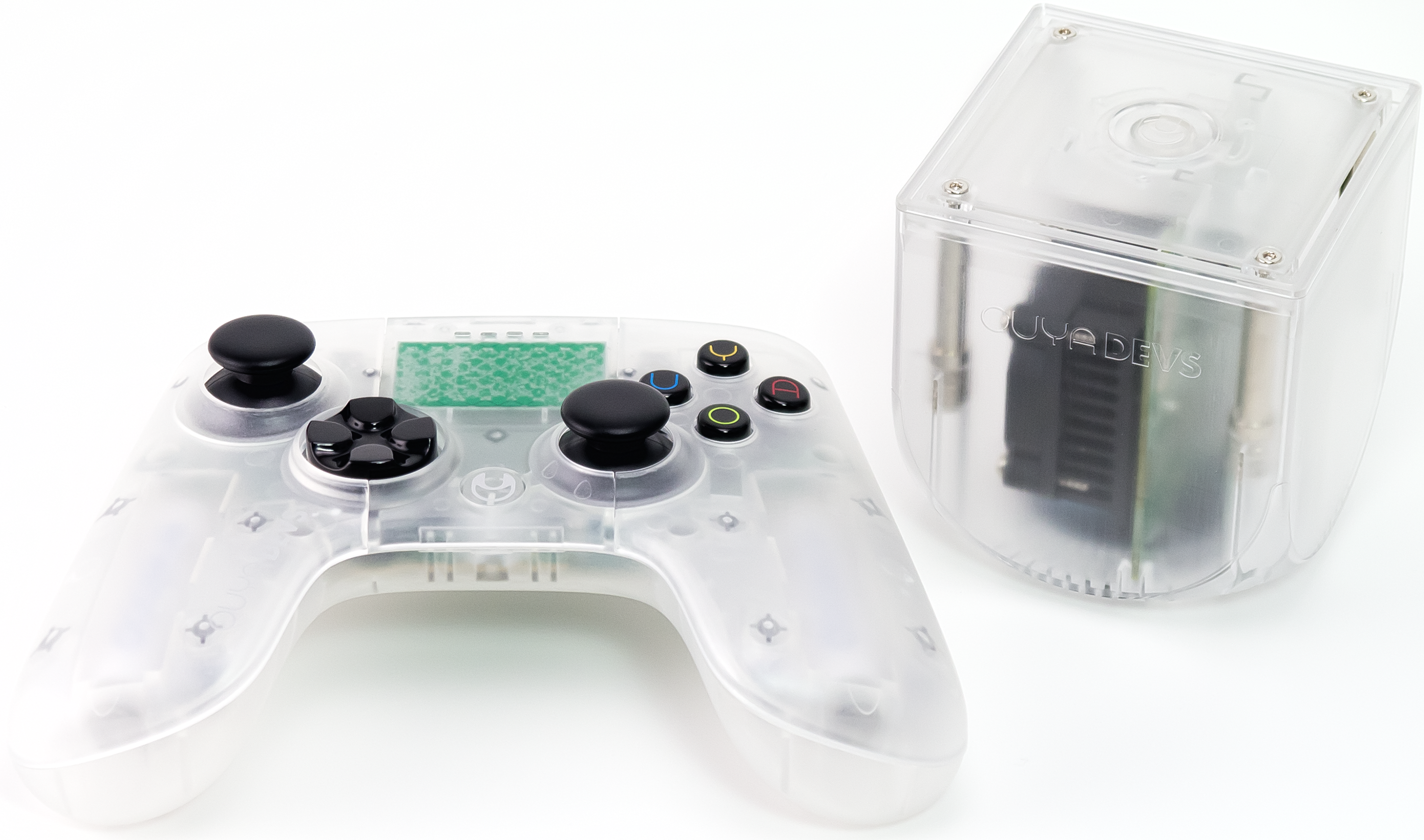
Прототип OUYA

Ouya была анонсирована 3 июля 2012 года как новая домашняя игровая приставка, сделанная командой экспертов во главе с Джулией Урман; компания-производитель консоли была первоначально зарегистрирована под названием Boxer8, но позже в том же году была переименована в Ouya Inc. Анонс произошёл сразу же после конференции Google I/O, хотя и без какой-либо связи с ней, и мог воспользоваться поднятой этой конференцией волной интереса публики к новым устройствам на Android наподобие планшета Nexus 7 (2012)..
Через неделю после анонса начался сбор средств по созданию консоли и игр на сервисе Kickstarter. Менее чем через неделю акция собрала более миллиона долларов.
Летом группа Джулии Урман подтверждает наличие рабочего прототипа и планирует предоставить свой собственный магазин приложений и игр, который будет называться «Ouya Store». Сама консоль будет размером с кубик Рубика. В качестве операционной системы разработчики выбрали Android с версией 4.1.2. Благодаря этому консоль имеет высокие характеристики и небольшую цену.
На сайте Kickstarter было опубликовано видео, где показывался тачпад и материнская плата Ouya. После анонса многие разработчики (Sega, Square Enix, множество инди-разработчиков и т. д.) решили портировать несколько своих игр на новую консоль. Кроме того, в создании Ouya принимают участие фирмы, создавшие сервисы VEVO, iHeartRadio и TuneIn.
18 июля 2012 года было официально заявлено об участии в разработке консоли Маффи Гадиали — одного из создателей Amazon Kindle, разработчика One Laptop Per Child и Jawbone Jambox. На следующий день Роберт Боулинг, бывший креативный директор Infinity Ward, заявил в своем блоге и на страничке консоли на Kickstarter, что его новая студия Robotiki создаёт эксклюзивную игру для Ouya. Игра будет приквелом проекта Human Element и будет издана в 2015 году.
27 июля 2012 года была анонсирована поддержка OnLive, системы цифровой дистрибуции компьютерных игр, использующая концепцию облачных вычислений и потокового видео. В этот день был продемонстрирован геймпад Ouya, а 1 августа была показана сама консоль.
В настоящее время подтверждено более тысячи игр для Ouya, из которых 80 были подтверждены самой компанией OUYA Inc. или сторонними издателями. Все проекты будут обязательно распространяться по бизнес-модели free-to-try (бесплатная проба игры и покупка полной игры за деньги).
Выход консоли состоялся 25 июня 2013 года.
31 января 2014 года была выпущена новая чёрная версия консоли с увеличенным объемом памяти для загрузки игр, а также обновленным дизайном контролера.
В январе 2015 года OUYA получает инвестиции в размере 10 млн. долларов (70% от начального капитала) от Alibaba с возможностью включения сервисов alibaba в операционную систему консоли.
В апреле 2015 года было выявлено, что Джулия Урман, глава компании Ouya Inc., в своём письме к инвесторам объявляет фактический дефолт компании, тем самым выставляя компанию на торги. Причиной послужила невозможность согласовать процесс рефинансирования имеющихся задолженностей компании перед одним из инвесторов. Покупателем стала американская компания Razer — договор о поглощении был подписан 12 июня 2015 года. Вместе с поглощением Razer приобрела права на программное обеспечение и магазин приложений Ouya, весь технический персонал Ouya Inc. перешел на работу в Razer. Хотя Razer обещала поддерживать уже существующие консоли Ouya, производство новых устройств прекращалось — вместо этого Razer выпустила схожую по характеристикам и цене игровую приставку Forge TV. Существующие контроллеры Ouya должны были быть совместимы с Forge TV, и компания надеялась, что владельцы уже проданных консолей Ouya смогут в будущем перейти на Forge TV. В тот же день Джулия Урман сложила с себя полномочия генерального директора компании OUYA Inc.. Razer поддерживала онлайн-сервисы для Ouya и Forge TV, в том числе магазин приложений и систему аккаунтов с привязкой купленных в сети игр, ещё четыре года; 25 июня 2019 года эти онлайн-сервисы были закрыты.

## Технические характеристики[23]
| Операционная система   | Android 4.1 (Jelly Bean) с предустановленным лаунчером Ouya                                                                       |
| SoC                    | Nvidia Tegra 3 T33-P-A3 Multi-Core CPU                                                                                            |
| Центральный процессор  | ARM: Четырехъядерный Cortex-A9 MPCore 1.7 GHz (архитектура ARMv7-A)                                                               |
| Графический ускоритель | Nvidia GeForce ULP @ 520 MHz (12.48 GFLOPS)                                                                                       |
| ОЗУ                    | 1 Гб DDR3-1600 SDRAM (Два модуля Samsung K4B4G1646B) (единая для CPU и GPU)                                                       |
| Внутренняя память      | 8 Гб eMMC flash память (доступно расширение памяти за счет USB flash drive)                                                       |
| Ethernet контроллер    | Совмещенный Single-chip SMSC LAN9500A 10/100 Ethernet Controller с возможностью использования Hi-Speed USB 2.0 на одном кристалле |
| Wireless контроллер    | AzureWave AW-NH660 Wi-Fi/Bluetooth 4.0, основанный на Broadcom BCM4330                                                            |
| Интернет соединения    | Ethernet разъем типа 8P8C с пропускной способностью до 10/100 Мбит/с, Wi-Fi 802.11 b/g/n, Bluetooth LE 4.0                        |
| USB порты              | 1 USB 2.0, 1 microUSB |
| Видео выход            | 1 HDMI 1.4 с поддержкой стереоскопического 3D                                                                                     |
| Поддержка разрешений   | 1080p или 720p 16:9 |
| Аудио выход            | HDMI (ARC), 2.0 channel |
| Потребляемая мощность  | 4.5 Вт (в играх), 1 Вт (в ждущем режиме)                                                                                          |
| Источник питания       | 12 В, 1.5 А |
| Размер                 | 75×75×82 мм |
| Вес                    | 300 грамм |

## Отзывы
Во время создания консоль была оценена положительно многими журналистами, но некоторые скептически относились к способности молодой компании поставлять продукцию для всех. Саша Сеган из журнала PC Magazine создал обзор консоли под названием «Почему кампания Ouya на Kickstarter выглядит как мошенничество», который раскритиковал не только Ouya, но и все проекты Kickstarter по финансированию различной техники. Однако с данным мнением не согласен журналист из журнала Unreality, назвав разработку консоли не аферой, а бизнесом.
Сайт PC Magazine опубликовал статью, в которой разработчики делятся впечатлениями насчёт разработки консоли. Часть людей отметила, что «она выглядит довольно надежной платформой для интернет-сёрфинга». Однако дизайнеры часто критиковали дизайн геймпада, что заставило компанию Boxer8 переработать его.
Критики из сайта Engadget опубликовали обзор, связанный с Ouya. Восхваляя низкую стоимость и лёгкость взлома консоли, они сообщили, что консоль имеет проблемы с кнопками контроллера, так как некоторые кнопки и правый аналоговый стик просто застревают. Была также отмечена небольшая задержка передачи данных между контроллером и консолью. «Можно использовать, но он далёк от совершенства» — заявил журналист Тим Стивенс о геймпаде.
В The Verge также сообщали о подобных проблемах с контроллером и добавили к недостаткам качество сборки комплектующих. Хотя они высоко оценили взлом и открытость программ для разработки игр, назвав её как «устройство с большим потенциалом и несколько истинными ограничениями». Однако в целом обзор был отрицательным. Они также критически отозвались о выборе интерфейса в консоли, и заявили что «Ouya — нежизнеспособная платформа для игры, или как хорошая консоль, она даже не имеет приятного телеинтерфейса».